# Isidore Dyen
Isidore Dyen (ur. 16 sierpnia 1913 w Filadelfii, zm. 14 grudnia 2008) – amerykański językoznawca, specjalista w dziedzinie austronezystyki.

## Życiorys
Kształcił się na Uniwersytecie Pensylwanii (bakalaureat 1933, magisterium 1934). W 1939 roku uzyskał doktorat na tej samej uczelni. Pierwotnie był zainteresowany językami słowiańskimi, ale ostatecznie skoncentrował się na językach austronezyjskich.
Swoją karierę zawodową związał z Uniwersytetem Yale, gdzie był zatrudniony przez ponad 40 lat. W 1948 roku objął stanowisko profesora zwyczajnego. W 1984 roku przeszedł na emeryturę.
Prekursor badań nad językami austronezyjskimi i językiem praaustronezyjskim. Prowadził dokumentację lingwistyczną języków wysp Mikronezji. Odbywał wyprawy badawcze do Indonezji, Filipin i Nowej Zelandii. Badał zastosowanie metod leksykostatystyki i glottochronologii w kontekście języków austronezyjskich i innych grup językowych.